# Tar vasútállomás
Tar vasútállomás egy Nógrád vármegyei vasútállomás, Tar településen, melyet a MÁV üzemeltet. Közúti megközelítését a 24 105-ös számú mellékút biztosítja, amely Tar főutcája is egyben.

## Vasútvonalak
Az állomást az alábbi vasútvonalak érintik:
- Hatvan–Somoskőújfalu-vasútvonal

## Kapcsolódó állomások
A vasútállomáshoz az alábbi állomások vannak a legközelebb:
- Mátraverebély megállóhely (Hatvan–Somoskőújfalu-vasútvonal)
- Mátraszőlős-Hasznos megállóhely (Hatvan–Somoskőújfalu-vasútvonal)

## Forgalom
| Járat        | Útvonal | Gyakoriság   |
| ------------ | --- | ------------ |
| személyvonat | Hatvan – Mátravidéki Erőmű – Lőrinci – Selyp – Apc-Zagyvaszántó – Jobbágyi – Szurdokpüspöki – Pásztó – Mátraszőlős-Hasznos – Tar – Mátraverebély – Nagybátony – Kisterenye – Kisterenye-Bányatelep – Zagyvapálfalva – Salgótarján külső – Salgótarján – Somoskőújfalu | 1-2 óránként |